# Кам'яне (Сяноцький повіт)
Кам'яне (пол. Kamienne)  — колишнє лемківське село в Польщі, у гміні Буківсько Сяноцького повіту Підкарпатського воєводства.

## Розташування
Знаходилося на узвишші над потоком Горілка (ліва притока річки Ослава), на якому стояли два водяні млини.

## Історія
Закріпачив село коло 1539 р. краківський воєвода Миколай Гербурт Одновський. У 1553 р. село переведене на волоське право. До 1772 р. село входило до складу Сяноцької землі Руського воєводства Речі Посполитої. З 1772 до 1918 року — у межах Сяніцького повіту Королівства Галичини та Володимирії монархії Габсбургів (з 1867 року Австро-Угорщини).
У 1898 р. в селі було 29 будинків і 162 мешканці, село займало 1,6 км².
В 1939 році в селі проживало 270 мешканців, з них 230 українців, 5 поляків і 35 польських колоністів міжвоєнного періоду. Село входило до Сяніцького повіту Львівського воєводства.
У вересні 1944 року під час Карпатсько-Дуклянської військової операції в селі базувалась німецька 96 піхотна дивізія, яка обороняла позиції від наступу зі сходу радянських 67 корпусу піхоти і 167 та 129 стрілецьких корпусів.
У 1945-1947 рр. тут проходили запеклі бої між УПА і Польським військом, яке палило села і списувало на УПА. Після війни половина українського населення депортована в 1944—1946 р. до СРСР, решта (105 осіб) в ході операції «Вісла» 1947 року — на північні понімецькі землі, а село припинило існування.

## Церква
Початково в селі була самостійна парафія, в 1672 р. збудована церква Пресвятої Діви Марії, потім церква належала до парафії в с. Полонна. Дерев’яна церква Вознесіння Г. Н. І. Х. збудована в 1881 р. (з 1930 р. — Буківський деканат), метричні книги велися з 1784 р. Церква зруйнована 1947 року.

## Пам’ятки
- Рештки цвинтаря і підмурівки церкви.